# هراند آدونتس
هراند تیگرانی آدونتس (ارمنی: Հրանտ Տիգրանի Ադոնց؛  زادهٔ ۱۵ سپتامبر ۱۹۱۴ - درگذشته ۲۴ آوریل ۱۹۸۷) یک دانشمند و مهندس انرژی اهل ارمنستان بود.

## زندگی‌نامه
در ۱۵ سپتامبر ۱۹۱۴ در باکو به دنیا آمد و از آکادمی دولتی نفت آذربایجان (۱۹۴۰) فارغ‌التحصیل شد. وی در فرهنگستان ملی علوم ارمنستان، انستیتو پژوهشی انرژی و دانشگاه ملی پلی‌تکنیک ارمنستان فعالیت می‌کرد. وی عضو فرهنگستان ملی علوم ارمنستان (۱۹۸۲) بود. وی همچنین برنده دانشمند شایسته ارمنستان شوروی (۱۹۷۰) و نشان برجسته افتخار شده است. وی در ۲۴ آوریل ۱۹۸۷ در سن ۷۲ سالگی در ایروان درگذشت و در آرامستان نوباراشن به خاک سپرده شد.

## یادداشت
1. ↑  տեխնիկական գիտությունների դոկտոր
2. ↑  Արդբեջանի պետական նավթային ակադեմիա